# Pak Kum-hyang
Pak Kum-hyang (ur. 7 października 1986) – północnokoreańska lekkoatletka specjalizująca się w biegach długich. 
W 2013 zdobyła brązowy medal mistrzostw Azji w biegu na 3000 metrów z przeszkodami. 
Medalistka mistrzostw Korei Północnej.
Rekordy życiowe: bieg na 3000 metrów z przeszkodami – 10:04,83 (9 października 2013, Tiencin), rekord Korei Północnej. 

## Osiągnięcia
| Rok  | Impreza                  | Miejsce | Konkurencja                   | Pozycja    | Wynik    |
| ---- | ------------------------ | ------- | ----------------------------- | ---------- | -------- |
| 2013 | Mistrzostwa Azji         | Pune    | bieg na 3000 m z przeszkodami | 3. miejsce | 10:09,80 |
| 2013 | Igrzyska Azji Wschodniej | Tiencin | bieg na 3000 m z przeszkodami | 3. miejsce | 10:04,83 |